# Kamek
Ne doit pas être confondu avec la race des Magikoopas
Kamek est un personnage récurrent de la série de jeu vidéo Mario, ayant fait ses débuts dans Super Mario World 2: Yoshi's Island et apparu dans plusieurs jeux de la série. Il est le bras droit et nourricier de Bowser depuis sa naissance et l'un de ses alliés les plus fidèles.

## Biographie

### Franchise Yoshi
Kamek fait sa première apparition dans Super Mario World 2: Yoshi's Island où il est l'un des deux antagonistes avec Bébé Bowser. Ayant prédit que les jeunes Mario et Luigi seraient dangereux pour l'armée des Koopa à l'avenir, il se charge d'attaquer la cigogne qui livre des bébés. À sa grande surprise, il n'a capturé que Bébé Luigi, et lorsqu'il s'en rend compte une fois rentré à son château, il envoie ses sbires pour capturer Bébé Mario qui avait atterri dans l'île des Yoshi.
Kamek apparaît principalement à la fin des tours et des châteaux où il utilise sa magie pour donner un avantage au boss (excepté le prince Froggy). Il réapparaît dans le château final dans la chambre de Bébé Bowser où il se sert de sa magie pour agrandir ce dernier après que Yoshi l'ai battu une première fois. Après la défaite de Bébé Bowser, Kamek s'enfuit avec le jeune Bowser jurant de se venger de Yoshi.
Il apparaît aussi dans Yoshi's Island DS de nouveau comme antagoniste. Lui et Bowser adulte remontent le temps pour trouver les enfants vedettes (sept bébés dont les cœurs possèdent des pouvoirs inimaginables). Kamek et ses Toadies enlèvent plusieurs bébés dans le but de trouver les enfants vedettes, Bébé Luigi se faisant de nouveau kidnapper au passage. Comme pour Super Mario World 2: Yoshi's Island, Kamek se sert de nouveau de sa magie pour avantager les boss, il l'utilise aussi pour augmenter la taille de Bowser après sa défaite face à Yoshi. Mais il est de nouveau battu et lui et Kamek sont contraints de battre en retraite.
Dans une cinématique, le Kamek du passé peut être vu hurlant sur son lui du présent quand ce dernier kidnappe Bébé Bowser.
Kamek est de nouveau présent dans Yoshi's New Island où il essaie à nouveau de kidnapper Bébé Mario et Bébé Luigi, mais ne réussit qu'à capturer Bébé Luigi une fois de plus. Il alimente de nouveau les boss du jeu, mais le fait cette fois avec un marteau géant. Il est aussi combattu dans les tours (à la manière de Bowser Jr. et Boom Boom) marquant la première fois qu'il est directement un boss dans la franchise Yoshi. Le Kamek du présent ainsi que Bowser adulte apparaissent de manière surprise comme véritables boss finaux. Ils retournent à leur époque une fois les deux battus. 
Dans Yoshi's Woolly World, Kamek apparaît sur Craft Island et transforme tous les Yoshi (sauf deux) en morceaux de Wonder Wool et les met dans un sac. Mais le poids de son sac perturbe son vol et fait tomber l'intégralité du Wonder Wool à travers les six mondes du jeu.
Lui et Bébé Bowser apparaissent dans l'intro de Yoshi's Crafted World où ils tentent de voler la pierre Sundream, Kamek jetant un sort pour l'emporter. Cependant les Yoshi commencent à tirer et à s'attaquer à la pierre Sundream ce qui fait que les Yoshi, Kamek, Bébé Bowser, les gemmes de la pierre Sundream et la pierre elle même sont dispatchés autour de l'île.

### Autres apparitions
En plus de la franchise Yoshi, Kamek est présent aussi dans les autres franchises de l'univers Mario comme Super Mario, Mario Party, Mario and Luigi, Paper Mario, Mario Kart, soit comme boss, personnage jouable ou élément perturbateur (en fonction des jeux).
Dans Mario Kart Wii, il a une moto à son effigie : la Kamekroiseur

## Apparence
Kamek est identique à tous ses semblables Magikoopa ; il porte des lunettes rondes, une robe et un chapeau de sorcier bleu. Il n'est jamais vu sans son sceptre qui est un bâton d'or avec un bijou rouge au sommet. Il se déplace également avec un balai stéréotypé de sorcière. Il est montré dans l'intro de Super Mario Galaxy qu'il possède des jambes, chose qu'on ne voit dans aucun autre jeu.
Comme la plupart des Magikoopa, Kamek possède une peau jaune. Bien qu'il soit âgé, il ne montre aucun signe de vieillesse.

## Apparitions
- 1995 - Super Mario World 2: Yoshi's Island
- 1996 - Tetris Attack
- 1999 - Mario Party 2
- 2001 - Mario Kart Super Circuit (caméo)
- 2002 - Super Mario World 2: Yoshi's Island : Super Mario Advance 3
- 2003 - Mario Party 5 (caméo)
- 2004 - Mario Party 6 (caméo)
- 2005 - Mario Party Advance
- 2005 - Yoshi Touch & Go
- 2005 - Mario Party 7 (caméo)
- 2005 - Mario and Luigi: Partners in Time
- 2006 - Yoshi's Island DS
- 2007 - Mario Party 8
- 2007 - Super Mario Galaxy
- 2007 - Mario Party DS
- 2008 - Super Smash Bros. Brawl (caméo)
- 2009 - Mario et Luigi: Voyage au centre de Bowser
- 2009 - New Super Mario Bros. Wii
- 2011 - Mario et Sonic aux Jeux olympiques de Londres 2012
- 2012 - Mario Party 9 (jouable)
- 2012 - Paper Mario: Sticker Star
- 2012 - New Super Mario Bros. U
- 2013 - New Super Luigi U
- 2013 - Mario and Luigi: Dream Team
- 2013 - Mario et Sonic aux Jeux olympiques de Sotchi 2014
- 2013 - Mario Party: Island Tour
- 2014 - Yoshi's New Island
- 2014 - Mario Golf: World Tour (jouable)
- 2014 - Super Smash Bros. for Nintendo 3DS / for Wii U (caméo)
- 2015 - Mario Party 10
- 2015 - Puzzle and Dragons: Super Mario Bros. Edition
- 2015 - Yoshi's Woolly World
- 2015 - Mario and Luigi: Paper Jam Bros.
- 2016 - Paper Mario: Color Splash
- 2016 - Mario Party: Star Rush
- 2017 - Mario Kart 8 Deluxe (jouable en tant que DLC)
- 2018 - Mario Tennis Aces (jouable)
- 2018 - Super Mario Party
- 2018 - Super Smash Bros. Ultimate (caméo)
- 2018 - Mario et Luigi: Voyage au centre de Bowser + l'épopée de Bowser. Jr
- 2019 - Yoshi's Crafted World
- 2019 - Dr. Mario World (jouable)
- 2019 - Mario Kart Tour (jouable)
- 2020 - Paper Mario: The Origami King
- 2021 - Mario Party Superstars
- 2023 - Super Mario Bros. Wonder
- 2024 - Super Mario Party Jamboree
- 2024 - Mario et Luigi : L'Épopée fraternelle
- 2025 - Mario Kart World